# Quand je t'ai vu
Pour plus de détails, voir Fiche technique et Distribution.
Quand je t'ai vu (arabe : لما شفتك, Lamma Shoftak) est un film dramatique jordano-palestinien réalisé par Annemarie Jacir et sorti en 2012.

## Synopsis
1967. Le monde est en pleine mutation : il déborde d'une énergie renouvelée, de nouveaux styles, de musique et d'un sentiment d'espoir contagieux. En Jordanie, un changement d'une autre nature est en cours alors que des dizaines de milliers de réfugiés affluent de Palestine. Séparés de leur père dans le chaos de la guerre, Tarek, 11 ans, et sa mère Ghaydaa, font partie de cette dernière vague de réfugiés. Placés dans des camps de réfugiés « temporaires » composés de tentes et de maisons préfabriquées jusqu'à ce qu'ils puissent rentrer chez eux, ils attendent, comme la génération qui les a précédés et qui est arrivée en 1948. Ayant des difficultés à s'adapter à la vie dans le camp de Harir et désirant ardemment retrouver son père, Tarek cherche un moyen de s'en sortir et découvre un nouvel espoir qui émerge avec le temps. Finalement, son esprit libre et sa nature curieuse le conduisent à un groupe de personnes qui entreprennent un voyage qui changera leur vie.

## Fiche technique
- Titre français : Quand je t'ai vu[1]
- Titre original arabe : لما شفتك, Lamma Shoftak[2]
- Réalisation : Annemarie Jacir
- Scénario : Annemarie Jacir
- Photographie : Hélène Louvart
- Montage : Panos Voutsaras, Annemarie Jacir
- Musique : Kamran Rastegar
- Production : Ossama Bawardi
- Sociétés de production : Philistine Films, Faliro House Productions
- Pays de production :  Palestine -  Jordanie
- Langue originale : arabe
- Format : couleur
- Genres : film dramatique
- Durée : 93 minutes
- Date de sortie :
  - Canada : 9 septembre 2012 (Festival du film de Toronto)
  - Maroc : 30 avril 2013
  - Algérie : 12 septembre 2013
  - Belgique : 18 décembre 2013

## Distribution
- Mahmoud Asfa : Tarek
- Ruba Blal : Ghaydaa
- Saleh Bakri : Layth
- Ali Elayan : Abu Akram
- Firas Taybeh : Majed
- Ruba Shamshoum : Zain
- Ahmad Srour : Toussaint
- Anas Qaralleh : Signor Nasser
- Ahmad Massad : Asad